# Florencio Montes
Florencio Montes López (Marchena, 1934-Sevilla, 2013) fue escritor, poeta y tertuliano cofrade.

## Biografía
Florencio Montes fue un poeta y tertuliano cofrade que escribió sus mejores advocaciones al Dulce Nombre y a Nuestra Señora de la Piedad. Colaborador con diferentes medios de comunicación para la retransmisión de la Semana Santa, sobre todo con RTVMarchena. Galardonado en diferentes ocasiones por su trabajo en la difusión del mundo cofrade: Pregonero de la Villa de Marchena en 1990, encargado de la exaltación de la saeta de la Escuela Señor de la Humildad, Llamador de Plata de Marchena en 1998.